# Dramma giocoso
Dramma giocoso (italienisch; „lustiges Drama“) ist in Italien seit der zweiten Hälfte des 18. Jahrhunderts eine der vielen möglichen Bezeichnungen für eine Opera buffa. Der Ausdruck wurde von Carlo Goldoni ab 1748 regelmäßig benutzt, deutet eine Mischung des Personals von Opera buffa und Opera seria an und versucht, die Geringschätzung der Opera buffa vor allem in höfischen Kreisen zu umgehen.
In den Stoffen von Goldoni und anderen gibt es verschiedene Rollentypen: Edelleute, die musikalisch in einer der Opera seria nahestehenden Weise charakterisiert werden und Landleute, alte Junggesellen, Mägde und Diener, die in Gesang und Darstellung die für die Opera buffa typische komisch-realistische Seite prägen. Dazwischen stehen oft noch sogenannte parti di mezzo carattere („schlichte“ Figuren, siehe Rollenfach) wie zum Beispiel der Cavaliere di Ripafratta in Antonio Salieris La locandiera oder Donna Elvira in Mozarts Don Giovanni. 